# Spargummierung

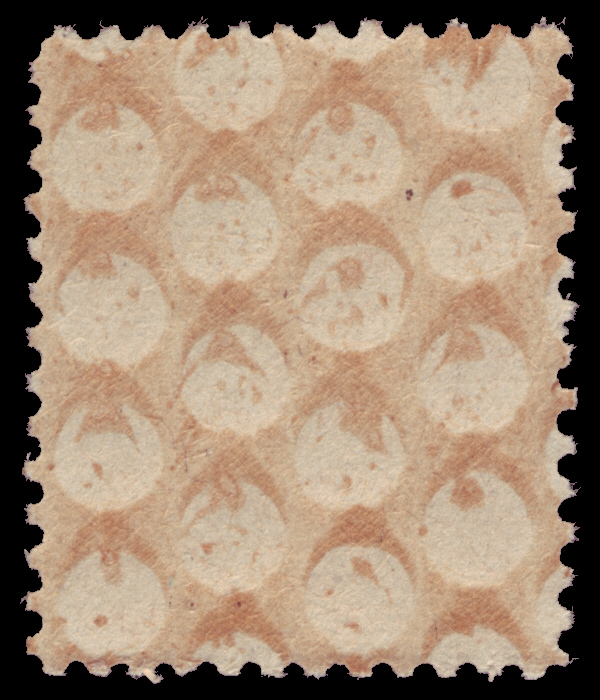
Spargummi auf einer Briefmarke der sowjetischen Besatzungszone

Spargummierung oder kurz Spargummi ist eine Sonderform der Gummierung von Briefmarken.
Spargummierung wurde vor allem in Zeiten wirtschaftlicher Not verwendet, um knappe Rohstoffe, die für die Gummierung benötigt werden, zu sparen. Die Gummierung wurde dabei nicht flächendeckend aufgetragen, sondern Teile der Rückseite der Briefmarkenbögen wurden ungummiert gelassen.
Diese Bögen und Marken werden von Philatelisten als Besonderheiten angesehen und werden als Anschauungsobjekt mit der Rückseite nach vorn in Sammlungen gezeigt.
Verwendungen der Spargummierung sind aus Deutschland aus der Zeit kurz nach dem Zweiten Weltkrieg bekannt, eine ähnliche Erscheinung auch aus Österreich in derselben Epoche.

## Deutschland
Bei manchen Briefmarkenausgaben und Blocks für die sowjetische Besatzungszone in Deutschland kurz nach dem Zweiten Weltkrieg wurde eine Teilauflage mit Spargummierung hergestellt. Diese findet man besonders bei den Ausgaben der OPD (Oberpostdirektion) Erfurt.
Bei der deutschen Spargummierung wurde eine durchlöcherte Schablone zwischen Markenbogen und Gummierungsmaschine gelegt. Hierdurch wurden die Briefmarken an den Stellen der Löcher der Schablone nur punktförmig gummiert, und bis zu 50 % des Gummirohstoffes wurden eingespart.

## Österreich

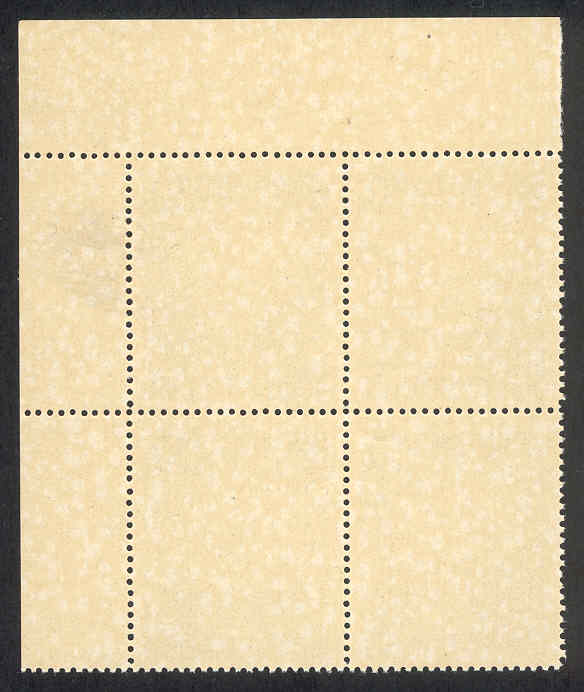
„Spargummi“ bei dem Wert zu 30 Groschen der österreichischen Landschaftsausgabe 1945

Eine der Spargummierung ähnliche Gummierung findet man beispielsweise bei einigen Werten der österreichischen Zweiten Landschaftsausgabe von 1945. Diese war die erste Briefmarkenausgabe Österreichs, die nach dem Zweiten Weltkrieg im ganzen Land gültig war.
Anders als bei einigen deutschen Markenausgaben, bei denen versucht wurde, Rohstoff zu sparen, handelt es sich hierbei um einen bei einzelnen Werten vorkommenden mehr oder weniger stark „gefleckten“ Gummi. Diese Erscheinung ist durch niedrige Temperaturen bei der Herstellung hervorgerufen. Der Gummi, das Dextrol, ist daher während der Herstellung teilweise geronnen und konnte daher nicht flächendeckend aufgebracht werden. Dadurch blieben bei dieser sogenannten österreichischen Spargummierung kleine Flächen ungummiert. Hier wurde also nicht versucht, Rohstoff (Dextrol) zu sparen, sondern es handelt sich um eine produktionsbedingte Mangelerscheinung, die auf den Mangel an Heizmaterial zurückzuführen ist.

## Weitere besondere Gummierungsarten
- Trockengummierung
- geriffelte Gummierung
- selbstklebende Gummierung

## Nachweise
1. ↑  Gindl: Spezialkatalog Österreich 2. Republik – Die Landschafts-Serie 1945/47, herausgegeben von der Interessengemeinschaft der Spezialsammler Österreichs